# Andronik II Wielki Komnen
Andronik II Wielki Komnen (ur. 1240, zm. 1266) – cesarz Trapezuntu od 1263 do 1266 roku. 

## Życiorys
Był najstarszym synem Manuela I Wielkiego Komnena i jego pierwszej żony Anny Xylaloe. Na jego rządy przypada czas utracenia Synopy i zwierzchnictwo nad Trapezuntem Mongołów z Persji. 
Andronik II nie pozostawił po sobie potomstwa. 